# Geneviève Baïlac
Geneviève Baïlac, née le 3 septembre 1922 à Alger et morte le 26 mars 2019 à Tonnerre, est une réalisatrice, dramaturge et romancière française.

## Biographie
De 1973 à 1974 Geneviève Bailac est à la tête de l'association pour la maison de la culture d'Angers AMCA qui ne voit jamais le jour et cesse en juin 1974.

## Filmographie
- 1965 : La Famille Hernandez[2]

## Théâtre
- 1957 : La Famille Hernandez
- 1957 : Montemor

## Spectacle
- 1959 : La liaison des sœurs Gomez[3]

## Publications
- La Maison des sœurs Gomez, Julliard, 1958
- Les bandits corses, adaptation de l'œuvre de Jean-Baptiste Marcaggi, Desroches éditeur, 1966
- Les Absynthes sauvages, préface de Robert Aron, Fayard, 1972